# Vítězslav Mojžíš
Vítězslav Mojžíš (* 21. července 1965) je bývalý český fotbalista, záložník.

## Fotbalová kariéra
Hrál za VTJ Žatec, Bohemians Praha, FC Union Cheb a FK Ústí nad Labem. Celkem v československé a české nejvyšší soutěži odehrál 159 utkání a dal 11 gólů.

## Ligová bilance
| Ročník                                   | Zápasy | Góly | Klub            |
| ---------------------------------------- | ------ | ---- | --------------- |
| 1. československá fotbalová liga 1987/88 | 16     | 3    | Bohemians Praha |
| 1. československá fotbalová liga 1988/89 | 25     | 2    | Bohemians Praha |
| 1. československá fotbalová liga 1989/90 | 15     | 0    | Bohemians Praha |
| 1. československá fotbalová liga 1990/91 | 23     | 1    | Bohemians Praha |
| 1. československá fotbalová liga 1991/92 | 1      | 0    | Bohemians Praha |
| 1. československá fotbalová liga 1991/92 | 25     | 4    | SKP Union Cheb  |
| 1. česká fotbalová liga 1993/94          | 27     | 1    | FC Union Cheb   |
| 1. česká fotbalová liga 1994/95          | 27     | 0    | FC Union Cheb   |
| CELKEM                                   | 159    | 11   |                 |